# 浜北営農緑花木センター
浜北営農緑花木センター(はまきたえいのうりょっかぼくせんたー)は、静岡県浜松市浜名区にあるJAとぴあ浜松の物販施設。

## 概要
当施設では主に植木や花の販売を行っている。また、園内ではガーデニングの体験教室も行われている。園内にはJAとぴあ浜松の農作物直売所であるファーマーズマーケット浜北店が併設されており、農作物を購入することも可能である。春と秋には「浜北植木まつり」が開催される。

## 所在地
静岡県浜松市浜名区新原6677

## 園内施設
- 植木展示場
- 回遊式日本庭園「百景園」
- ふれあい広場
- イベント広場
- 夢花館
- ファーマーズマーケット浜北店
- 植木会館
- 植木神社

## 周辺の施設
- 国道152号
- 静岡県道61号浜北袋井線
- 浜松市立北浜北幼稚園
- 静岡銀行小林支店
- 浜松赤十字病院
- 遠州鉄道鉄道線遠州小林駅
- 浜北小林郵便局
- 植木市場
- JAとぴあ浜松 浜北地区支店
- JAとぴあ浜松 柿梨選果場
- JAとぴあ やすらぎホール浜北
- JAとぴあ浜松 浜北中央集出荷場